# John Yallop
John Yallop, född den 24 oktober 1949 i Luton i Storbritannien, är en brittisk roddare.
Han tog OS-silver i åtta utan styrman i samband med de olympiska roddtävlingarna 1976 i Montréal.